# Feed 'em and Weep (film, 1928)
Pour les articles homonymes, voir Feed 'em and Weep.
Pour le film de Gordon Douglas sorti en 1938, voir Feed 'em and Weep (film, 1938).
Pour plus de détails, voir Fiche technique et Distribution.
Feed 'em and Weep  est un film muet américain réalisé par Fred Guiol sorti en 1928.

## Fiche technique
- Titre original : Feed 'em and Weep
- Réalisation : Fred Guiol
- Scénario : Leo McCarey
- Photographie : George Stevens
- Montage : Richard C. Currier
- Directeur de production : Leo McCarey
- Producteur : Hal Roach
- Société de production : Hal Roach Studios
- Société de distribution : Metro-Goldwyn-Mayer
- Pays de production :  États-Unis
- Langue : titres en anglais
- Format : Noir et blanc - 35 mm - 1,37:1  -  Muet
- Genre : Comédie
- Longueur : deux bobines
- Date de sortie : 
  - États-Unis : 8 décembre 1928

## Distribution
Source principale de la distribution :
- Anita Garvin : Anita
- Marion Byron : Marion
- Max Davidson : Max, le directeur de restaurant
- Edgar Kennedy : le conducteur de train
- Charlie Hall : le cuisinier
- Frank Alexander : un client